# Милан Обренович
Милан Обренович (22 серпня 1854, Мерешешті, Румунія — 29 січня 1901, Відень Австро-Угорщина) — князь з 1872 по 1882 рік і перший король Сербії з 1882 по 1889 рік. Внучатий племінник першого сербського князя Милоша Обреновича.

## Біографія

### Дитинство та молодість
Милан Обренович народився в 1854 році в Мерешешті, Молдавії, де його родина жила у вигнанні з 1842 року, коли до сербського престолу повернувся конкуруючий рід Карагеоргієвичів. Його дідом був Єврем, молодший брат князя Милоша Обреновича. Батько Милана Обреновича, Милош Обренович, як іноземний найманець служив у румунській армії і загинув у битві з турками в Бухаресті 20 листопада 1861. Мати Милана Марія Олена Катарджи була дочкою румунського графа Костянтина Катарджия. Після народження Милана його батьки розлучилися.
В Милана була сестра, Томарія. Після смерті батька Милан дбав про свою матір. Але вона не проявляла великого інтересу до своїх дітей від попереднього шлюбу з Милошем. Так було досягнуто згоди про те, що молодий Милан буде юридично усиновленим своїм дядьком Михайлом Обреновичем III, який в той же час, після висилки Карагеоргієвичів повернувся до Сербії, де він став князем в 1860 році.
У шість років Милан був відправлений в Крагуєвац, з ним поїхав його дядько. Принц отримав гарну освіту від гувернантки, яка виховувала і навчала його.
Коли Милан підріс, князь Михайло відправив його в Паризький ліцей.

### Князь Милан Обренович
Після вбивства князя Михайла Обреновича в Косутняках, за пропозицією міністра Миливоя Блазнавця новим наступником проголошують Милана Обреновича, якому тоді було чотирнадцять років. До повноліття Милана була назначена регентська рада (Блазнавець, Йован Ристич і Гаврилович).
Молодий Милан повернувся з Парижа до Сербії і офіційно став сербським князем. На всяк випадок резиденція князя була оточена армією, що контролювалась Блазнавцем. Незабаром, відомий сербський дворянин з Дубровника, Медо Пуцич, прибув до Белграда, щоб служити вчителем і радником молодого князя.
В перші роки регентства була прийнята Конституція 29 червня 1869 року, яка передбачала новий порядок престолонаслідування: якщо по чоловічій лінії Обреновичів не буде спадкоємця, то престол можуть займати Обреновичі по жіночій лінії. Ця Конституція зустріла великий опір в лавах опозиції.
У 1871 році був скоєний замах на життя Милана. У травні, коли він виходив з будівлі Національного театру, в сотні метрів від нього вибухнула бомба, але вона не завдала нікому шкоди. У той час у Сербії ходили чутки, що Блазнавець організував вибух для того, щоб залякати молодого принца, який вже майже досяг свого повноліття. В сербську історіографію цей випадок увійшов як Теразійська бомба.
По досягненні повноліття, князь Милан Обренович в 1872 році взяв керівництво країною під свій контроль. На початку свого правління він спирався в основному на військову силу і працював над її зміцненням. У зовнішній політиці орієнтувався більше на Росію. У цей час починають відбуватися доленосні події.
Коли спалахнуло повстання в «Невесінській пушці» в 1875 році, князь Милан відмовився брати в ньому участь і засудив повстання. У цьому повстанні під псевдонімом Петро Мрконіч воював і майбутній король Сербії Петро Карагеоргієвич. Повстання закінчилося поразкою Сербії в 1877 році.
Коли в тому ж році Росія почала війну з Туреччиною, Сербія негайно стала на її боці. У грудні 1878 року серби взяли місто Ніш. Спочатку Князь сам командував військами, але виявив свою повну військову нездатність. 12 серпня він повернувся в Белград і передав командування генералу М. Г. Черняєву. Але і останній  зазнав кілька серйозних поразок.
За Сан-Стефанским договором Сербія отримала повну незалежність і територіальний приріст. Берлінський трактат не тільки затвердив зміну кордонів Сербії, але і дещо розширив їх. Сербія отримала Нішський, Піротський і Лесковацький округи, але країна повинна була взяти на себе відповідну частину турецького боргу і визнати повну рівноправність усіх віросповідань в тому числі  і мусульманського. Берлінський трактат поклав край васальної залежності Сербії та Князя Милана від Туреччини.

### Шлюб
5 жовтня 1875, двадцятиоднорічний Милан одружився зі шістнадцятирічною Наталією Кешко. Наречена була дочкою полковника Російської армії Петра Кешко та румунської княгині Пульхерії Стурдзи. Принц Милан і його наречена Наталя була насправді досить близькі родичі, бо мати Милана Олена та батько Наталії Петро  були двоюрідні брат та  сестра. Це означає, що цей шлюб мав бути схвалений церквою, митрополитом в Белграді, Михайлом Йовановичем, однак це не було зроблено.
В 1876 році народився син Олександр, але в стосунках Милана та Наталії почали назрівати серйозні проблеми.

### Король Милан Обренович
У 1882 році Скупщина, за підготовленим Міністерством планом, проголосила Сербію королівством. Всі держави погодилися визнати новий титул Сербії та її Монарха. Відтепер князь Милан IV Обренович іменувався королем Миланом I.
Тим не менш, невдоволення викликане зовнішньою і внутрішньою політикою короля Милана I, державні витрати, посилення армії, впорядкування податків все росло. В 1883 році невдоволення виразилося у змові, що мало поширення по всій Сербії, а слідом за тим і в серйозному бунті, що спалахнуло в багатьох місцях відразу, з особливою силою в місті Зайчари.
Найближчим приводом до повстання був закон, вироблений особистою вимогою короля Милана про вилучення у селян зброї, розданого перед Турецькою війною.
Для утихомирення повстання, сил прем'єра Пірочанаца виявилася недостатньою, і король Милан I доручив сформувати кабінет Николі Христичу (1883—1884 рр.), що вирізнявся надзвичайної рішучістю і відданістю королю. Багато революціонерів і бунтівників були страчені. Всі провідні політичні діячі Сербії, що не визнали короля Милана I, були посаджені у Белградську фортецю (Пера Тодорович, Таушанович, Милошевич та ін.) або повинні були тікати за кордон (Пашич).
У 1883 році король Милан уклав таємний договір з Австрією, за яким зобов'язався назавжди відмовитися від Боснії і Герцеговини, за що Австрія зобов'язалася протидіяти інтригам династії Карагеоргієвичів, гарантувала недоторканність кордонів Сербії та надала їй свободу дій в неавстрійськіх областях Балканського півострова.
6 Вересня 1885 року  Болгарія і автономна турецька провінція Східна Румелія оголосили про свіє об'єднання в місті Пловдиві. Ця подія спровокувала Болгарську криза і Сербсько-болгарську війну (1885). 14 листопада Милан швидко оголосив війну  новій болгарській державі. Після короткої, але насиченої кампанії, серби були розбиті вщент в битві на Сливницях і в битві при Пірот. Престол Милана врятувало тільки пряме втручання Австро-Угорщини.
Наслідком війни стало підписання мирного договору в Бухаресті на умовах довійськового стану, також не було зроблено жодних територіальних змін. Хоча Об'єднання Болгарії було визнано великими державами.
Відразу ж після закінчення сербсько-болгарської війни, на короля Милана було організовано декілька замахів. Змовники були в змозі проникнути в палац і в кімнату короля. Тільки завдяки пильності охоронців король Милан був врятований.
У 1886 році Наталя Обренович виїхала з королівства, взявши з собою десятирічного князя Олександра, що згодом став королем Олександром I. У той час як вона проживала у Вісбадені, в 1888 році королю Милану вдалося повернути принца, якого він взявся виховувати.
Через постійні зради Милана, королева Наталія Обренович вимагала розлучення. Після залагодження юридичних формальностей Милан був офіційно розлучений в 1888 році.
Милан розпустив уряд і призначив новий на чолі з Йованом Ристичем.
У 1888 році оприлюднена Радикальна Конституція, яка була прогресивною для свого часу. За основу була взята бельгійська Конституція 1835 року.
У День Королівства 22 лютого 1889 року король Милан оголосив про своє зречення. Милан, відповідно до Конституції, назначив регентську раду з трьох осіб, яка повинна була керувати країною до повноліття Олександра Обреновича. Фактично країною керував Милан.

### Життя після зречення та смерть
Деякий час Милан залишається в Сербії. Через політику Милана в Белграді 1 червня 1891 року відбувається повстання, в якому загинуло 2 людини. Милан стає непопулярним. Росія остаточно розриває усі відносини з Сербією.
14 березня 1892 року Милану заборонили жити в Сербії і без дозволу скупщини він не міг повернутися. Тим часом, король Олександр здійснив переворот і оголосив себе єдиним повноправним керівником держави. На той час йому було 17 років.
Після цього Милан повертається до Сербії, а згодом знову залишає її з прибуттям Наталії Обренович.
Після нової угоди зі своїм сином, Милан зміг повернутися в Сербію 7 жовтня 1897 року. Олександр дав йому посаду верховного головнокомандуючого армії і Милан почав модернізацію збройних сил.
На Милана Обреновича був здійснений замах у 1899 році. Провина була покладена на радикалів. Милан Обренович відразу ж почав здійснювати нові репресії проти радикалів.
Нові проблеми з королем Олександром виникли після його рішення укласти шлюб з Драгою Машич. Милан не дав йому благословення. Після цього Милан назавжди покинув Сербію в кінці 1900 року. Деякий час він жив у Карлових Варах, а потім у Тімішоарі. Невдовзі переїхав до Відня, де і провів останні хвилини свого життя. Франц Йосиф в знак добрих відносин, надав Милану один із своїх маєтків і надіслав угорського графа Євгенія Зичія, щоб той допомагав Милану.
Милан Обренович помер у Відні від пневмонії у віці 47 років і був похований в Монастирі Крушедол.

## В культурі
- В 1983 році знято фільм «Тимочка Буна», де роль князя Милана IV зіграв актор Данило Лазович. [Архівовано 25 березня 2016 у Wayback Machine.]
- В 1995 вийшов телесеріал «Кінець династії Обреновичів», де роль князя Милана IV зіграв Олександр Берчек. [Архівовано 5 березня 2016 у Wayback Machine.]
- В 2003 у фільмі  «Ілка» роль князя Милана IV зіграв Любомир Бандович. [Архівовано 10 березня 2016 у Wayback Machine.]
- В 2008 році вийшов серіал «Остання Аудієнція» де роль князя Милана IV зіграв Борис Милоєвич. [Архівовано 14 лютого 2017 у Wayback Machine.]